# Gordien Ier
Pour les articles homonymes, voir Gordien.
Gordien Ier (en latin : Imperator Caesar Marcus Antonius Gordianus Sempronianus Romanus Africanus Augustus) (v. 158 - 238) est un éphémère empereur romain ayant régné quelques semaines au début de l'année 238. Il exerce les fonctions de proconsul de la province d'Afrique. Proclamé empereur romain au début de 238, lors de la réaction sénatoriale contre Maximin le Thrace, il meurt en se suicidant après avoir appris la mort de son fils Gordien II au combat. Son règne est essentiellement connu par l'Histoire d'Hérodien et par les monnayages des cités et provinces l'ayant reconnu.

## Biographie

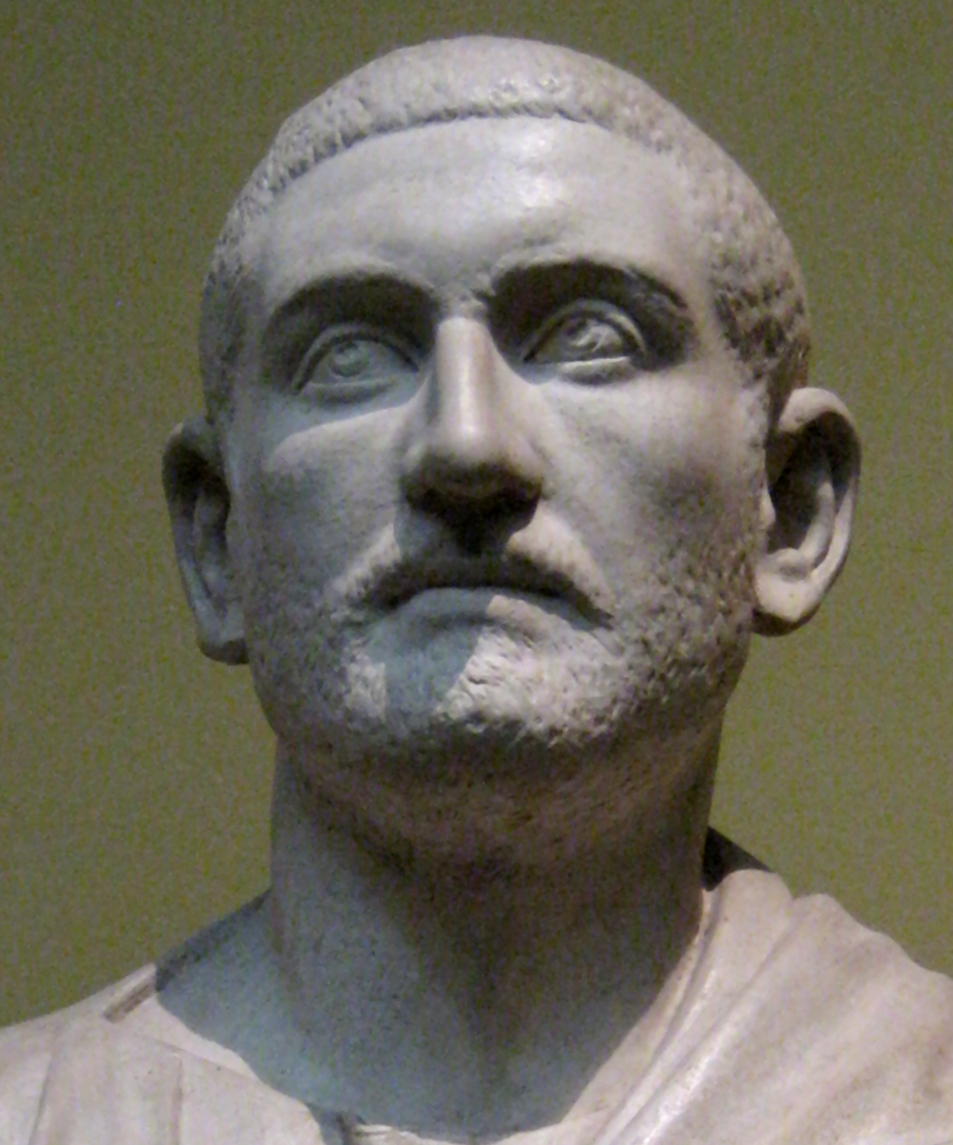
Buste de Gordien Ier

Marcus Antonius Gordianus est issu d'une famille aisée, peut-être originaire d'Anatolie, peut-être fils d'un Marcus Antonius, tribun de la plèbe et préteur désigné, et de sa femme Sempronia Romana, par sa mère, il est peut-être apparenté à Hérode Atticus. Il accompagne Caracalla en Orient. Il est légat en Bretagne inférieure en 216, puis consul suffect vers 220/222. Il a la responsabilité de plusieurs gouvernements provinciaux durant le règne d'Alexandre Sévère. À l'âge de 80 ans, il atteint le sommet d'une carrière sénatoriale : il est nommé en juillet 237 proconsul de la province romaine d'Afrique proconsulaire.
Au début de 238, les propriétaires de la cité de Thysdrus, exaspérés des exactions engendrées par les exigences fiscales de Maximin le Thrace tuent le procurateur de leur cité et désignent Gordien comme empereur, malgré ses réticences. La date précise de proclamation est controversée : au début de janvier d'après des travaux récents ou le 22 mars. Immédiatement, du fait de son âge, il s'adjoint son fils Gordien II et informe le Sénat romain, qui les reconnaît sans hésitation.
Cependant en Numidie, province voisine de la Proconsulaire, le légat Capellianus resté fidèle à Maximin mobilise la troisième légion Auguste et affronte l'armée des Gordiens, levée à la hâte et dirigée par son fils Gordien II, qui périt au combat. À la nouvelle de cette mort et cette défaite, Gordien Ier se suicide après un mois de règne.
Les sénateurs Maxime Pupien et Balbin se voient conférer par le Sénat le titre d'empereur (22 avril 238) mais c'est le petit-fils maternel de Gordien Ier, neveu maternel de Gordien II, Gordien III, nommé en avril César par le Sénat sous la pression populaire, qui est finalement confirmé seul empereur, après l'assassinat de Pupien et Balbin par la garde prétorienne le 29 juillet 238.

## Noms successifs
- A sa naissance vers 159, Marcus Antonius Gordianus Sempronianus Romanus
- 238, accède à l'Empire : Imperator Caesar Marcus Antonius Gordianus Sempronianus Romanus Africanus

## Sources antiques
Hérodien est la principale source antique qui chronique les événements. L'Histoire Auguste y consacre une partie détaillée dans les Vies concernées mais reprend quasiment le récit d'Hérodien. La numismatique et l'épigraphie sont également exploitables.
- Hérodien, traduction de Denis Roques, Histoire des empereurs romains de Marc-Aurèle à Gordien III, Les Belles Lettres, Collection la Roue à livres, Paris, 1990,  (ISBN 2251339035)

## Auteurs modernes
- Tadeusz Kotula, L'insurrection des Gordiens et l'Afrique romaine, Eos, 51, 1959/1960, p. 197-211
- Michael Rostovtzeff, Histoire économique et sociale de l'Empire romain. Analyse longuement l'épisode et y voit une révolte sociale.
- Xavier Loriot et Daniel Nony, La crise de l'empire romain, 235–285, Paris, Armand Colin, 1997, 304 p. (ISBN 2-200-21677-7), p. 65-80.
- Arbia Hilali, La Crise de 238 en Afrique et ses Impacts sur l'Empire Romain, publié dans Crises and the Roman Empire: Proceedings of the Seventh Workshop of the International Network Impact of Empire (Nijmegen, June 20-24, 2006)
- Karen Haegemans, Imperial authority and dissent : the Roman Empire in AD 235-238, Leuven ; Walpole, MA : Peeters, coll. « Studia Hellenistica », 2010 (ISBN 9789042921511)
- Paul Petit, Histoire générale de l’Empire romain, Seuil, 1974,  (ISBN 2020026775)
- François Zosso et Christian Zingg, Les Empereurs romains, édition Errance, 1995,  (ISBN 2877722260)
- Loriot Xavier. Un militaire de Gordien II découvert près de Césarée de Palestine et l'extension aux provinces de l'insurrection de 238 après J.-C.. In: Revue des Études Anciennes. Tome 80, 1978, no 1-2. pp. 72-84.
- Christian Settipani, Continuité gentilice et Continuité familiale dans les familles sénatoriales romaines à l'époque impériale, Linacre College, Oxford University, coll. « Prosopographica & Genealogica », 2000, 597 p. (ISBN 1-900934-02-7)